# Campaspero

Localização de Campaspero

Campaspero é um município da Espanha na província de Valladolid, comunidade autónoma de Castela e Leão. A cidade se localiza entre as localidades de Peñafiel e da segoviana Cuéllar, a 15 km de ambas. Está situado ao sudoeste de Valladolid, pertencendo a comarca de Campo de Peñafiel, a 52 km de distância de la capital. Desde a fundação a cidade faz parte da Comunidad de Villa y Tierra de Cuéllar, localizada no Sexmo de Valcorba.
Se assenta sobre um zócalo de pedra de mais de 30 metros de espessura no páramo que se estende na margem esquerda do rio Douro, no lugar conhecido como Los altos de la Mula.
Seus 919 metros acima do mar a fazem ser a localidade mais alta da província de Valladolid.
Não existem fontes seguras que confirmem sua fundação, sendo que a data mais provável seja o Século XI, na época da repovoação do Vale do rio Douro encomendada a Pedro Ansúrez, repovoador de Valladolid. A cidade aparece em citações no ano de 1247 em um documento do cabildo de Segóvia, pois desde sua fundação até 1833 era parte da província de Segovia, da qual não se desvinculou por pertencer até os dias atuais à histórica Comunidad de Villa y Tierra de Cuéllar. Durante séculos foi uma pequena e simples aldeia, até que no século XVIII iniciou seu vertiginoso crescimento que provocou um incremento espectacular da população e a renovação do aspecto do povoado com a nova igreja.
O incremento da população se manteve até ao início do século XX, quando superou os 2.000 habitantes. Atualmente é um povoado em claro retrocesso demográfico, sofrendo as consequências do êxodo rural, presente em vários povoados rurais da Castela.
É conhecido por suas rochas de calcário, utilizada em vários edifícios da região e de toda a Espanha, pelo prato típico  - Assado de Lechazo Churro, feito com o Lechazo de Leão e Castela (cordeiro), produto de Indicação geográfica - e por suas peculiaridades linguísticas.

## Demografia
| Variação demográfica do município entre 1991 e 2004 | Variação demográfica do município entre 1991 e 2004 | Variação demográfica do município entre 1991 e 2004 | Variação demográfica do município entre 1991 e 2004 |
| --------------------------------------------------- | --------------------------------------------------- | --------------------------------------------------- | --------------------------------------------------- |
| 1991                                                | 1996                                                | 2001                                                | 2004                                                |
| 1698                                                | 1529                                                | 1443                                                | 1443                                                |

## História
Quase de certeza que Campaspero iniciou a sua existência no século XI, ao mesmo tempo que surgiram em redor o resto dos povos da Comunidade de Villa e Tierra de Cuéllar, sob jurisdição e influência de dita vila.
Juntamente com Minguela (referido como Mingella), Pociague e Pociaguillo (ambos referidos como Pociagüe ou Poziyagüe, Grande e Chico e atualmente perto de Minguela, despovoados), Bahabón, Cogeces do Monte, Torrescárcela e Aldealbar (referido como Aldeia do Vall) e Santibáñez de Valcorba, formaram o Sexmo de Valcorba, como comarca natural que define o vale de dito ribeiro.
O fenómeno em massa do nascimento destes núcleos foi a consequência do repovoamento das terras do Vale do Douro, que durante vários séculos permaneceram desertas. No século VIII, a invasão árabe fez que os núcleos cristãos da península se deslocassem para norte, ficando estes reduzidos às montanhas das Astúrias e às terras de Navarra e do atual País Basco. A coincidência destes factos com uma época de secas e fomes, de 750 até 756, obrigou os muçulmanos do Vale do Douro a retirar-se para o sul. Este facto, juntamente com a importância que teve o núcleo asturiano, e aos efeitos da seca e da fome, fez que Afonso I das Astúrias percorresse toda a bacia do Douro procurando povoadores para colocar no norte. Por este motivo, esta região, juntamente com outras da Península, ficou praticamente deserta, com um grande vazio demográfico desde o Sistema Central até à Cordilheira Cantábrica. Por isso, não parece provável que Campaspero existisse já naquela época.
O século XI é uma época de notável aumento demográfico em toda a Europa, que duplicou a sua população ao longo do século. Não é estranho, então, que este seja o principal factor que contribuiu para o nascimento de Campaspero e da maioria dos povoados da zona. O segundo factor em ordem de importância foi o estímulo que deram os reis cristãos durante esse século, com o avanço da Reconquista até ao Sistema Central. No entanto, o repovoamento destas terras, durante séculos desabitadas, acabou por ser difícil e precisou de certos estímulos.

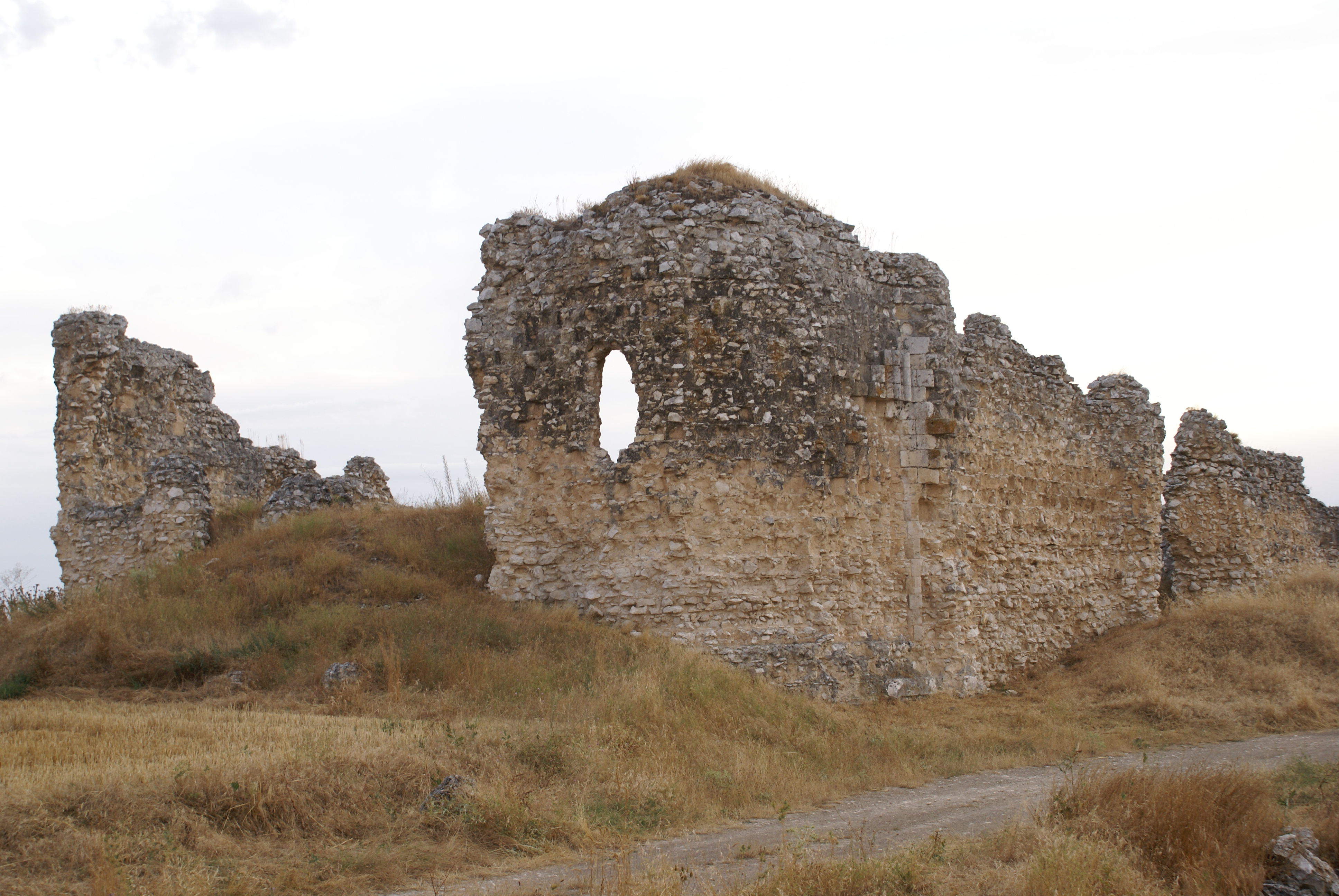
Convento de Santa Maria de Oreja, núcleo monacal que originou Campaspero no decurso do século XI ou início do XII.

Assim, precedendo o assentamento de novas vilas e lugares, foram aparecendo mosteiros nos séculos X e XI, sob repovoamento de tipo monástico, ou seja, os monges assentam nestas terras hostis e atraem para elas outros, ainda que muito poucos, povoadores, e quase sempre ao abrigo e sob proteção destas comunidades religiosas. No caso desta zona da bacia do Douro, o repovoamento dos monges empreendeu-se a partir do Convento de Santa Maria de Oreja, situado a meio caminho entre Langayo e Campaspero, e hoje praticamente desaparecido, estando em ruínas.